# Lideremos
Lideremos es una plataforma juvenil española fundada en 2021 por Tomás Güell en Barcelona, con el objetivo de funcionar como un puente entre los jóvenes y los líderes de diversos sectores, como la política, los negocios y la sociedad en general. La organización se define a sí misma como una "plataforma de lanzamiento para el talento y liderazgo juvenil" y actúa como un lobby apolítico que busca representar y promover los intereses de la juventud española en diversos ámbitos. Desde su creación, Lideremos ha experimentado un rápido crecimiento, alcanzando más de 15.000 miembros en toda España el año 2025 y estableciendo delegaciones en onze comunidades autónomas, incluendo Cataluña, Madrid, Andalucía, Aragón y Galicia. Su misión se centra en abogar por temas clave como el acceso a la vivienda, la salud mental y la eliminación de obstáculos burocráticos para los emprendedores, con algunas de sus propuestas legislativas integradas parcialmente en iniciativas nacionales, como el Plan de Salud Mental 2025-2027 del gobierno español.
La organización ha ganado notoriedad debido a su capacidad para movilizar a jóvenes y atraer el apoyo de figuras destacadas del ámbito político y empresarial, como el presidente de la Junta de Andalucía, Juanma Moreno, y el alcalde de Sevilla, José Luis Sanz, en eventos celebrados en lugares como CaixaForum y el Círculo Ecuestre. 